# Burnaby
 Coordenadas : formato inválido

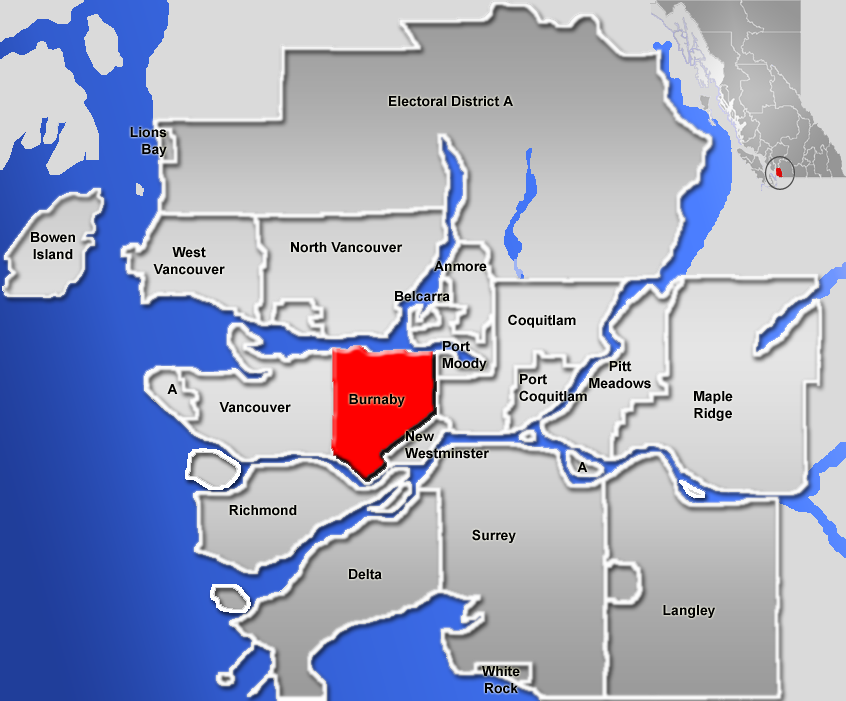
Localização de Burnaby na região metropolitana da Vancouver.

Burnaby é uma cidade da província canadense de Colúmbia Britânica, e parte da região metropolitana de Vancouver. Sua população é de aproximadamente 198 mil habitantes. Situa-se ao leste de Vancouver e é a terceira maior cidade em população da província, atrás somente de Surrey (Colúmbia Britânica) e de Vancouver.
É nela que acontece a série Se liga Ian.
Nesta cidade também fica o estúdio canadense da Electronic Arts.